# Сјамађоре
Сјамађоре (итал. Siamaggiore) је насеље у Италији у округу Ористано, региону Сардинија.
Према процени из 2011. у насељу је живело 670 становника. Насеље се налази на надморској висини од 17 м.

## Становништво
Према резултатима пописа становништва 2011. у општини је живело 970 становника.
| 1931. | 1936. | 1951. | 1961. | 1971. | 1981. | 1991. | 2001. | 2011. |
| ----- | ----- | ----- | ----- | ----- | ----- | ----- | ----- | ----- |
| 540   | 606   | 739   | 871   | 853   | 881   | 936   | 996   | 970   |